# Taurignan-Vieux
Taurignan-Vieux är en kommun i departementet Ariège i regionen Occitanien i södra Frankrike. Kommunen ligger  i kantonen Saint-Lizier som ligger i arrondissementet Saint-Girons. År 2022 hade Taurignan-Vieux 206 invånare.

## Befolkningsutveckling
Antalet invånare i kommunen Taurignan-Vieux
Referens: INSEE